# Iginio Massari
Iginio Massari (Brescia, 29 agosto 1942) è un pasticciere, personaggio televisivo e gastronomo italiano.

## Biografia

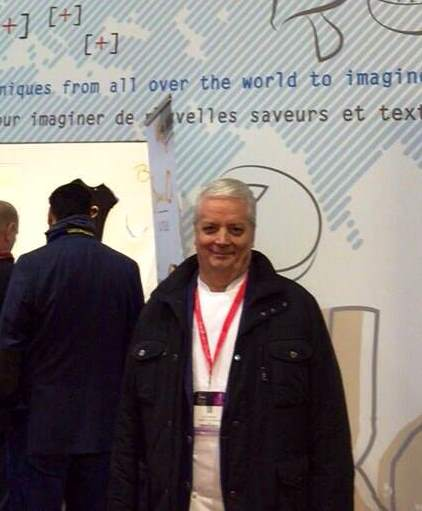
Iginio Massari alla coppa del mondo di pasticceria

Nasce a Brescia il 29 agosto 1942 da Rachele, una cuoca, e Pietro, un direttore di mensa. A sedici anni, dopo un periodo di lavoro in un panificio nel centro della città natale, si trasferisce in Svizzera per conoscere tecniche nuove. Viene seguito dal maestro Claude Gerber e acquisisce le prime esperienze di pasticceria e cioccolateria. Dopo quattro anni, terminati gli studi, decide di tornare in Italia, ma subito dopo il suo ritorno è vittima di un grave incidente in moto che lo costringe a un lungo periodo di immobilità. Nel 1968 si sposa con Maria Damiani, conosciuta pochi anni prima mentre lavorava nel laboratorio della storica pasticceria Camera di Brescia dove lei era cameriera.
Viene assunto dalla Bauli come responsabile dell'innovazione qualitativa dove approfondisce le proprie conoscenze sulle paste lievitate, ed in seguito dalla Star in veste di dirigente tecnico del settore artigianale e industriale dal 1969 al 1971. Sempre nel 1971, apre a Brescia con la moglie la pasticceria Veneto, che si classifica prima nella selezione della guida del Gambero Rosso dal 2011 al 2016.
Nel 1997 e nel 2015 partecipa alla Coppa del Mondo di Pasticceria, entrambe le volte come allenatore della squadra italiana.
Nel marzo 2015, in occasione dell'evento enogastronomico che si tiene presso la Scuola Grande di San Giovanni Evangelista a Venezia, gli viene conferito il Leone d'oro alla carriera.
Considerato da molti il padre putativo di pandoro e panettone, realizza una rivisitazione del classico dolce natalizio milanese per omaggiare in anteprima l'Expo 2015 di Milano conciliando tradizione e innovazione. Nel corso dell'esposizione universale stessa, ripercorre e illustra la storia della pasticceria lombarda nell'area allestita da Coldiretti, presentando al pubblico i dolci tipici della regione.
Inizia a guadagnarsi spazio come personaggio televisivo in qualità di giudice e ospite fisso a partire dalla seconda edizione di MasterChef Italia, in concomitanza della prova di pasticceria. Fa da tutor per le prove in esterna nelle due edizioni del programma Il più grande pasticcere. Dal 2016 dispensa consigli di pasticceria prima di Master pasticciere di Francia in onda su Cielo. Partecipa agli speciali sulla pasticceria del periodo natalizio e di quello carnevalesco trasmessi da Sky Uno.
Dal 2017 è il protagonista del programma Iginio Massari - The Sweetman, dove i concorrenti si cimentano nella creazione del loro dolce migliore. Durante la preparazione lo chef li corregge e li segue, giudicandoli al termine della prova. Nella versione Iginio Massari - The Sweetman Pro, Massari viene affiancato da pasticceri professionisti; tutte le puntate sono state trasmesse da Sky Uno. Nel corso del medesimo anno annuncia l'apertura di una nuova pasticceria a Milano.
Nel dicembre del 2017 viene invitato, assieme al giornalista ed enogastronomo Leonardo Romanelli, presso la sede bresciana dell'Università Cattolica del Sacro Cuore, a tenere una lezione aperta volta ad analizzare il rapporto fra enogastronomia e il mondo dei media.
In aggiunta alla storica Pasticceria Veneto di Brescia, ne ha inaugurate ulteriori quattro: la prima il 14 marzo 2018, in piazza Diaz a Milano, la seconda il 28 ottobre 2019, in piazza C.L.N. a Torino, la terza il 15 dicembre 2020, in corso Santa Anastasia a Verona e la quarta il 15 dicembre 2021 in via de' Vecchietti a Firenze.

## Premi e riconoscimenti

### Pasticceria Veneto (Brescia)
- 3 torte Guida Pasticceri & pasticcerie di Gambero Rosso (dal 2011)[25][26][27]
- 3 torte d'oro Guida Pasticceri & pasticcerie di Gambero Rosso (dal 2020)[28][29][30][31][32][33][34]

## Televisione
- MasterChef Italia (Sky Uno, dal 2012) – Ospite
- Il più grande pasticcere (Rai 2, 2014-2015)
- A lezione da Iginio Massari[35] (Cielo, 2016)
- Natale con Iginio Massari (Sky Uno, 2016)
- Carnevale con Iginio Massari (Sky Uno, 2017)
- The Real (TV8, 2017) – Ospite
- Celebrity MasterChef Italia (Sky Uno, 2017-2018) – Ospite
- Iginio Massari – The Sweetman (Sky Uno, 2017-2018)
- Iginio Massari – The Sweetman Pro (Sky Uno, 2017)
- Iginio Massari – The Sweetman Celebrities (Sky Uno, 2018)
- Iginio Massari – The Sweetman Menù (Sky Uno, 2017-2018)
- Artisti del panettone (Sky Uno, 2018)
- MasterChef All Stars Italia (Sky Uno, 2019) – Giudice ospite
- Master Challenge, sfida ai Massari[36][37] (Food Network, 2019)
- Provincia Capitale[38] (Rai 3, 2019) – Ospite
- Da Natale a Santo Stefano[39] (Rai 2, 2023) – Ospite
- Bake Off Italia (Real Time, dal 2024) - Ospite fisso

## Opere
- Iginio Massari e Mickaël Azouz, Armonie, 1ª ed., Brescia, Line edizioni – La nuova cartografica, 1996.
- Iginio Massari, Programma, 1ª ed., Brescia, Line edizioni, 1998.
- Iginio Massari e Luigi Biasetto, Monumenta, 1ª ed., Suisio, Edizioni Pavoni, 1999.
- Iginio Massari e Achille Zoia, Cresci. L'arte della pasta lievitata, 1ª ed., Suisio, Edizioni Pavoni, 1999.
- Iginio Massari, Oro Colato, 1ª ed., Brescia, Gruppo Editoriale Delfo, 1999.
- Iginio Massari e Giacomo Danesi, Mia nonna mangiava i fiori, 1ª ed., Castegnato, Vannini Editrice, 2008, ISBN 9788886430845.
- Iginio Massari, Pasticceria mignon, 1ª ed., Firenze, Giunti Editore, 2008, ISBN 9788809055063.
- Iginio Massari et al., Cioccolato. Idee per preparare torte, dolci al cucchiaio e mignon, Santarcangelo di Romagna, Keybook, 2008, ISBN 978-88-6176-092-9.
- Iginio Massari, Non solo zucchero, vol. 1, 1ª ed., Milano, Reed Gourmet, 2011, ISBN 9788896297162.
- Iginio Massari, Non solo zucchero, vol. 2, 1ª ed., Milano, Reed Gourmet, 2012, ISBN 9788896297261.
- Iginio Massari, Non solo zucchero, vol. 3, 1ª ed., Milano, Reed Gourmet, 2013, ISBN 9788896297384.
- Iginio Massari et al., Siamo tutti Pasticcioni, illustrazioni di Ciro Cangialosi, 1ª ed., Milano, Italian Gourmet, 2013, ISBN 9788898675029.
- Iginio Massari et al., Grandi maestri collection. Pasticceria, Milano, Italian Gourmet, 2013, ISBN 9788898675036.
- Iginio Massari, Non solo zucchero, vol. 4, 1ª ed., Milano, Italian Gourmet, 2014, ISBN 9788898675067.
- Iginio Massari, Non solo zucchero, vol. 5, 1ª ed., Milano, Italian Gourmet, 2015, ISBN 9788898675173.
- Iginio Massari, I dolci del maestro, 1ª ed., Milano, Italian Gourmet, 2015, ISBN 9788898675265.
- Iginio Massari et al., Pasticceria in panificio. Dolci da forno, biscotti e lievitati da colazione, a cura di Flavia Fiocchi, Milano, Italian Gourmet, 2015, ISBN 9788898675135.
- Iginio Massari, Philippe Léveillé e Riccardo Camanini, Segni di stelle, 1ª ed., Roccafranca, La Compagnia della Stampa - Massetti Rodella Editori, 2016, ISBN 9788884867155.
- Iginio Massari, Non solo zucchero, vol. 6, 1ª ed., Milano, Italian Gourmet, 2017, ISBN 9788898675357.
- Iginio Massari, Non solo zucchero, vol. 7, 1ª ed., Milano, Italian Gourmet, 2017, ISBN 9788898675692.
- Iginio Massari, The Sweetman, 1ª ed., Milano, Mondadori Electa, 2017, ISBN 9788891812964.
- Iginio Massari, Oro colato, 2ª ed., Milano, Italian Gourmet, 2018  [1999], ISBN 9788898675715.
- Iginio Massari, Le mie torte per voi, 1ª ed., Milano, Italian Gourmet, 2018, ISBN 9788898675876.
- Iginio Massari, Colombe e dolci di Pasqua, Milano, Italian Gourmet, 2018, ISBN 9788898675722.
- Iginio Massari, collana A scuola di pasticceria con Iginio Massari, vol. 1-20, Milano, RCS MediaGroup, 2018.
- Iginio Massari, collana A scuola di pasticceria con Iginio Massari, vol. 21-30, Milano, RCS MediaGroup, 2019.
- Iginio Massari, Il Lato Dolce. Ricette e racconti di una vita, Milano, Solferino, 2019, ISBN 978-88-282-0263-9.
- Iginio Massari, La grande pasticceria italiana, Milano, Italian Gourmet, 2019, ISBN 9788832143027.
- Iginio Massari e Debora Massari, Dolce Italia. La mia pasticceria della tradizione, Milano, Mondadori Electa, 2020, ISBN 9788891821348.
- Iginio Massari, L'arte del dolce. Creazioni per una nuova pasticceria, Milano, Italian Gourmet, 2020, ISBN 9788832143171.
- Iginio Massari, collana Dolce è la vita. Ricordi e ricette del maestro della pasticceria Iginio Massari, vol. 1-12, Milano, RCS MediaGroup, 2021.
- Iginio Massari, La grande pasticceria italiana, vol. 2, Milano, Italian Gourmet, 2021, ISBN 9788832143362.
- Iginio Massari, collana Dolce è la vita. Ricordi e ricette del maestro della pasticceria Iginio Massari, vol. 13-20, Milano, RCS MediaGroup, 2022.
- Iginio Massari, La mia scuola di pasticceria. I segreti e le tecniche del maestro dei pasticceri, Milano, Cairo, 2022, ISBN 9788830902091.
- Iginio Massari, L'altro Massari, Roma, Gambero Rosso, 2023, ISBN 9788866412571.
- Iginio Massari, Giorni mesi anni di una vita intensa, Milano, Baldini+Castoldi, 2024, ISBN 9791254941904.

Opere tradotte in altre lingue
- (IT, EN) Iginio Massari e Achille Zoia, Cresci. L'arte della pasta lievitata, Milano, Italian Gourmet, 2015, ISBN 9788898675302.
- (EN) Iginio Massari, Antonio Escribà e Peltier Traiteur, Pastissaria International, Weimar, TX (United States), Chips Books.
- (EN) Iginio Massari e Luigi Biasetto, Monumenta, Weimar, TX (United States), Chips Books, 2000.
- (EN) Iginio Massari e Achille Zoia, Cresci. The art of leavened dough, Weimar, TX (United States), Chips Books, 2000, ISBN 0966971272.
- (ES, EN, FR) Iginio Massari, Programma, Barcellona, Monsa – Hegar, 2000.
- (ES) Iginio Massari e Luigi Biasetto, Monumenta, Barcellona, Instituto Monsa de Ediciones, 2000.
- (ES) Iginio Massari e Achille Zoia, Cresci. El arte de amasar, vol. 1, Barcellona, Instituto Monsa de Ediciones, 2000, ISBN 84-95275-23-6.
- (ES) Iginio Massari e Achille Zoia, Cresci. El arte de amasar, vol. 2, Barcellona, Instituto Monsa de Ediciones, 2000, ISBN 84-95275-24-4.
- (IT, FR) Iginio Massari e Mickaël Azouz, Armonie, 1ª ed., Brescia, Line edizioni, 1996.
- (FR) Iginio Massari, Antonio Escribà e Peltier Traiteur, Pastissaria International, Cordes-sur-Ciel, Editar, 1993.